# Yongcheng, Chongqing
Yongcheng (kinesiska: 永城) är en köping i sydvästra Kina. Den ligger i stadsdistriktet Qijiang i storstadsområdet Chongqing,  omkring 64 kilometer söder om det centrala stadsdistriktet Yuzhong. Antalet invånare är 17634. Befolkningen består av 8 793 kvinnor och 8 841 män. Barn under 15 år utgör 19,0 %, vuxna 15-64 år 64 %, och äldre över 65 år 15,0 %.